# Frank Lebong
Frank Lebong (* 26. Februar 1962) ist ein ehemaliger deutscher Fußballspieler.

## Karriere
Lebong spielte beim FC 08 Homburg in der Oberliga Südwest. In der Saison 1982/83 wurde im Ligabetrieb der zweite Tabellenplatz hinter dem 1. FC Saarbrücken belegt. Durch die Vizemeisterschaft war Homburg für die Endrunde um die Deutsche Fußball-Amateurmeisterschaft qualifiziert. Lebong spielte sich mit seinen Mitspielern ins Finale, wo der Gegner die Amateure des FC Bayern München waren. Das Team von Trainer Albert Müller hielt in der regulären Spielzeit das 0:0. In der anschließenden Verlängerung gewann Homburg durch Tore von Jesper Petersen und dem eingewechselten Günther Tilk mit 2:0. In der folgenden Oberliga-Spielzeit 1983/84 gewann Homburg die Meisterschaft und gestaltete die anschließende Aufstiegsrunde zur 2. Bundesliga positiv. Lebong bestritt in seiner ersten Profisaison 19 Spiele in der zweiten Liga. Homburg gelang mit einem Punkt Vorsprung der Klassenerhalt. Bereits ein Jahr später, es war die Saison 1985/86, errang Homburg die Meisterschaft und stieg in die Bundesliga auf. Lebong kam lediglich zu einem Einsatz. Er spielte bis zum Wiederabstieg, zwei Jahre später, neunmal in der Bundesliga. Anschließend blieb er noch ein Jahr in Homburg, bevor er die nächsten Jahre die Schuhe für Borussia Neunkirchen schnürte. In der Saison 1990/91 wurde er auch mit der Borussia Meister der Oberliga Südwest, die Mannschaft scheiterte jedoch in der Aufstiegsrunde zur 2. Bundesliga. 1994 qualifizierte sich Lebong mit Neunkirchen für die neugegründete Regionalliga West/Südwest.